# Anne Joubert
Pour les articles homonymes, voir Joubert.
Anne Joubert (née en 1962) est une haute fonctionnaire, journaliste et militante politique française.
Elle a été engagée à Nouvelle Donne de 2013 à 2016 puis à Génération.s. Elle est aujourd'hui membre du Collectif national.

## Biographie

### Origines et débuts dans la « zone »
Née le 25 juin 1962 à Bron, fille de Marc Joubert, ancien résistant ,, Anne Joubert grandit dans un milieu « privilégié, bourgeois, intellectuel », et se voit administrer une éducation austère.
S'ennuyant dans le quartier des Brotteaux, elle se révolte contre ses parents et la société et commence à fréquenter « des zonards, des clochards ». À 12 ans, elle lit Le Capital; au même âge, elle fréquente le mouvement de jeunesse du Parti communiste français, et participe à des groupes de prières chrétiens. Elle milite aussi dans un groupe anarchiste dont elle est cofondatrice, baptisé Création, révolution, imagination, qui mène quelques actions, comme un lancer de papier toilette dans le palais de la Bourse.
En 1979, alors qu'elle est élève en terminale scientifique au lycée du Parc, elle rencontre un nommé Pierre, avec qui elle aura deux filles. Elle décide, à 17 ans, de partir vivre dans la rue, par « volonté révolutionnaire de changer la société ». Dès lors, elle « squatte, se drogue, mendie » ; elle vit aussi de rapines diverses. Ayant épousé Pierre en 1981, elle connaît ensuite six ans de grande précarité, et l'alcoolisme de Pierre, tout en enchaînant les petits boulots et élevant ses filles.
Durant cette période, elle est tout de même aidée par ses parents, et trouve le temps de poursuivre ses études. Elle participe aussi à divers « raouts altermondialistes ». Ses tribulations prennent fin en 1987, après huit ans de « galère », lorsqu'elle quitte Pierre.

### Journaliste et enseignante
Après avoir réussi le baccalauréat à la deuxième tentative, elle obtient un diplôme de communication (section presse) à l'École française des attachés de presse, une maîtrise d'information et communication à Lyon III, et devient journaliste pigiste. Devenue rédactrice pour le mensuel d'une organisation non gouvernementale[Laquelle ?], elle collabore aussi à Politis, Nations solidaires ou Témoignage chrétien.
Admise au concours de conseiller à l'Agence nationale pour l'emploi, elle sèche néanmoins les oraux. En 1993, elle est reçue au CAPES de lettres, et part volontairement enseigner dans un « collège difficile ». Elle exerce ce métier durant douze ans.

### Haute fonctionnaire
En 2006, après avoir travaillé « d'arrache-pied », et passé les oraux d'admission de l'École nationale d'administration en novembre 2005, elle réussit le concours. Elle intègre la promotion Aristide-Briand, dont elle est la doyenne, et qu'elle qualifie de « super promo ». Elle fait l'un de ses stages à la mairie de Lyon, où elle prend temporairement la tête du secteur Enfance, un autre à Bruxelles auprès des syndicats européens.
À sa sortie de l'ENA, elle prend la tête du bureau Accès aux droits, insertion et économie sociale et solidaire à la direction générale de la Cohésion sociale du ministère des Solidarités et de la Cohésion sociale. Elle assure alors être « toujours la petite fille qui voulait transformer le monde et être au service des autres », et conserver ses « valeurs libertaires ». La même année, elle publie De la zone à l'ENA, son autobiographie narrant son parcours de marginale.
En 2010, elle pilote pour la France l'Année européenne de lutte contre la pauvreté et l'exclusion sociale.
Elle intègre en 2011 la ville de Paris, au sein de la délégation aux Actions en faveur des personnes sans domicile fixe, où elle reste jusqu'en 2015. Puis elle devient la médiatrice nationale des ministères sociaux.

### Engagements
Membre de Nouvelle Donne dès sa création en novembre 2013, elle est, lors des élections européennes de 2014, numéro deux (derrière Pierre Larrouturou) de la liste présentée par ce parti dans la circonscription Île-de-France.
En avril 2016, elle intègre le bureau national de Nouvelle Donne. Elle quitte le Bureau national ainsi que le parti fin août 2016. Elle rejoint le mouvement Génération.s, fondé par Benoît Hamon, en 2017 et intègre le Collectif national en septembre 2018.

## Ouvrage
- De la zone à l'ENA, Paris, Le Cherche midi, coll. « Documents », 2008, 249 p. (ISBN 978-2-7491-1353-1, BNF 41365471).

## Décoration
- Chevalière de l'ordre national du Mérite (2011)[12].